# Restauración Shōwa
La Restauración Shōwa (昭和維新 Shōwa-ishin?) fue promovida por el autor japonés Kita Ikki, con el objetivo de restablecer el poder en el recién entronizado emperador japonés Hirohito y abolir la democracia liberal Taishō. Los objetivos de la "Restauración Showa" fueron similares a los de la Restauración Meiji, ya que los grupos que se inspiraron en ella se imaginaron un pequeño grupo de personas de alto rango respaldando a un Emperador fuerte. El Sakurakai imaginó tal restauración.
El incidente del 26 de febrero fue otro intento de provocarlo, y fracasó en gran medida porque no pudieron asegurar el apoyo del Emperador. Los principales conspiradores se rindieron con la esperanza de hacer que su juicio alentara la causa, lo que se frustró al desarrollarse los juicios en secreto.
El último intento de dicha restauración se llevó a cabo el 25 de noviembre de 1970, por la milicia privada Tatenokai. Después de no conseguir dar un golpe de Estado, su líder Yukio Mishima se suicidó mediate un harakiri. Tres meses después detuvieron al resto de miembros y la organización paramilitar se disolvió.
Aunque todos estos intentos fracasaron, fue un primer paso en el auge del militarismo japonés.